# Burgerpartij (Peru)
De Burgerpartij (Partido Civil) was een politieke partij in Peru.

## Geschiedenis
De partij werd opgericht in 1872, ten tijde van de eerste helft van de republiek. De oprichting kwam voort uit reactie op de groeiende macht van de Peruviaanse krijgsmacht en het doel bestond enkel uit het vestigen van een burgerregering in het land. Dit weerhield haar er echter niet van coalities te smeden met de militairen tijdens de eerste vijf jaar van haar bestaan. De oprichter van de partij en eerste burgerpresident van het land - vanaf 2 augustus 1872 - was Manuel Pardo y Lavalle.
In deze jaren zeventig kende Peru een tijd van economische groei en een bepaalde mate van politieke stabiliteit. Vanwege dit klimaat bestonden er de omstandigheden die de oprichting van de eerste politieke partij mogelijk maakten. Eveneens was het land in een nieuw tijdperk terechtgekomen met internationale handel en financiën. De Burgerpartij was hoofdzakelijk samengesteld uit nieuwe rijke handelaren, planters en zakenmensen, waarvan de meesten gevestigd waren in Lima.  Het kiesrecht was in deze tijd gebonden aan bezit of geletterdheid. Peru wordt in deze periode van de geschiedenis daarom ook vaak de Aristocratische Republiek genoemd.
Na de Salpeteroorlog (1879 tot 1884), de periode van Nationale Wederopbouw en een succesvolle revolutie die de militairen opnieuw uit hun macht ontzette, speelde de partij een sleutelrol in de wederopbouw van het land. Door nieuw leven te blazen in een antimilitair en pro-exportprogramma verzekerde de partij zich van steun van haar achterban. De partij, als belangrijke politieke factor in het land, viel uit elkaar tijdens de zogenoemde oncenio, een periode van 11 jaar regering van de tweede, dictatoriale termijn van Augusto Leguía y Salcedo.

## Presidenten
Tussen 1899 en 1920 waren de meeste presidenten lid van of president uit naam van de Burgerpartij:
- 1872-1876: Manuel Pardo y Lavalle (eerste burgerpresident van de republiek)
- 1876-1879: Mariano Ignacio Prado (lid van de krijgsmacht, onder de vlag van de Burgerpartij, als militair ook president van 1865-1868)
- 1895-1899: Nicolás de Piérola (lid van de Democratische Partij, onder de vlag van de Burgerpartij)
- 1899-1903: Eduardo López de Romaña
- 1895, 1903-1904: Manuel Candamo
- 1904: Serapio Calderón
- 1904-1908: José Pardo y Barreda, (zoon van Manuel Pardo y Lavalle)
- 1908-1912: Augusto Leguía y Salcedo

De volgende Peruviaanse presidenten begonnen hun politieke carrière bij de Burgerpartij, maar hadden haar verlaten ten tijde van hun ambtsbegin:
- 1912-1914: Guillermo Billinghurst (Democratische Partij)
- 1919-1930: (2e termijn): Augusto Leguía y Salcedo (Democratische Hervormingspartij)
- 1939-1945, 1956-1962: Manuel Prado y Ugarteche (eerst voor de Conservatieve Coalitie en in tweede instantie voor de Peruviaanse Pradistische Beweging)